# مات سوليفان
مات سوليفان (بالإنجليزية: Matt Sullivan)‏ هو قاضي ومحامي وسياسي أمريكي، ولد في 3 نوفمبر 1857 في الولايات المتحدة، وتوفي في 6 أغسطس 1937 في نفس البلد.